# روبرتو اسپینوسا
روبرتو اسپینوسا (اسپانیایی: Roberto Espinosa‎؛ زادهٔ ۸ اکتبر ۱۹۵۹) بازیکن فوتبال اهل اسپانیا بود.
وی همچنین در تیم ملی فوتبال کوبا بازی کرده است.